# District de Dadu
Le district de Dadu (en ourdou : ضلع دادو) est une subdivision administrative de la province du Sind au Pakistan. Constitué autour de sa capitale Badin, le district est entouré par le district de Qambar Shahdadkot au nord, les districts de Larkana et de Naushahro Feroze à l'est, le district de Jamshoro au sud et la province du Baloutchistan à l'ouest.
Le district compte près de 1,7 million d'habitants en 2023. Il est relativement excentré et la population rurale vit surtout de l'agriculture. C'est un fief politique du Parti du peuple pakistanais.

## Histoire

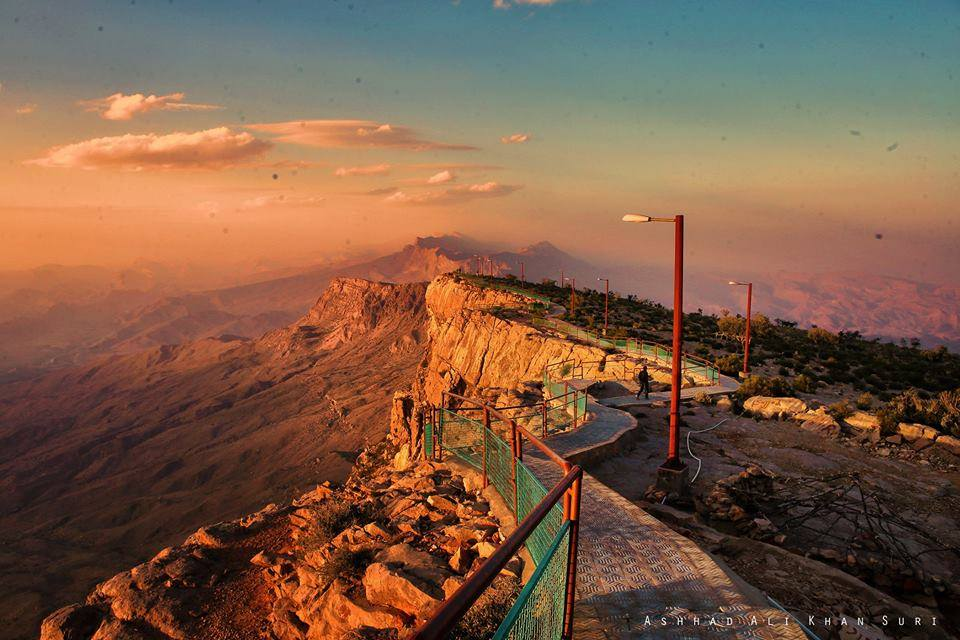
Colline Gorakh dans le district.

La région de Dadu a été sous la domination de diverses puissances au cours de l'histoire, notamment le Sultanat de Delhi puis l'Empire moghol, avant d'être est intégrée au Raj britannique en 1858. Le district est créé en 1931 en divisant le district de Larkana et celui de Karachi.
Lors de l'indépendance vis-à-vis de l'Inde en 1947, la population majoritairement musulmane soutient la création du Pakistan. Des hindous quittent alors la région pour rejoindre l'Inde, tandis que des migrants musulmans venus d'Inde s'y installent.
Le 14 décembre 2004, le district perd une partie importante de sa superficie du fait de la création d'une nouvelle subdivision, le district de Jamshoro, situé au sud.

## Démographie
Lors du recensement de 1998, la population du district a été évaluée à 1 688 811 personnes, dont environ 21 % d'urbains. Cette population est ramenée à 1 106 717 habitants en prenant en compte la création du district de Jamshoro.
Le recensement suivant mené en 2017 pointe une population de 1 550 266 habitants, soit une croissance annuelle de 1,8 %, bien inférieure aux moyennes nationale et provinciale de 2,4 %. Le taux d'urbanisation augmente un peu pour s'établir à 25 %.
Selon le recensement de 2023, la population atteint 1 742 320 habitants, avec une urbanisation stable. Le district est essentiellement d'ethnie sindie, puisque près de 99 % de la population parle le sindhi.
Le district est essentiellement musulman, à 99,2 % environ en 2023. On y trouve une minorité hindoue, comptant quelque 11 000 individus ainsi qu'une communauté chrétienne de 2 500 fidèles.

## Administration

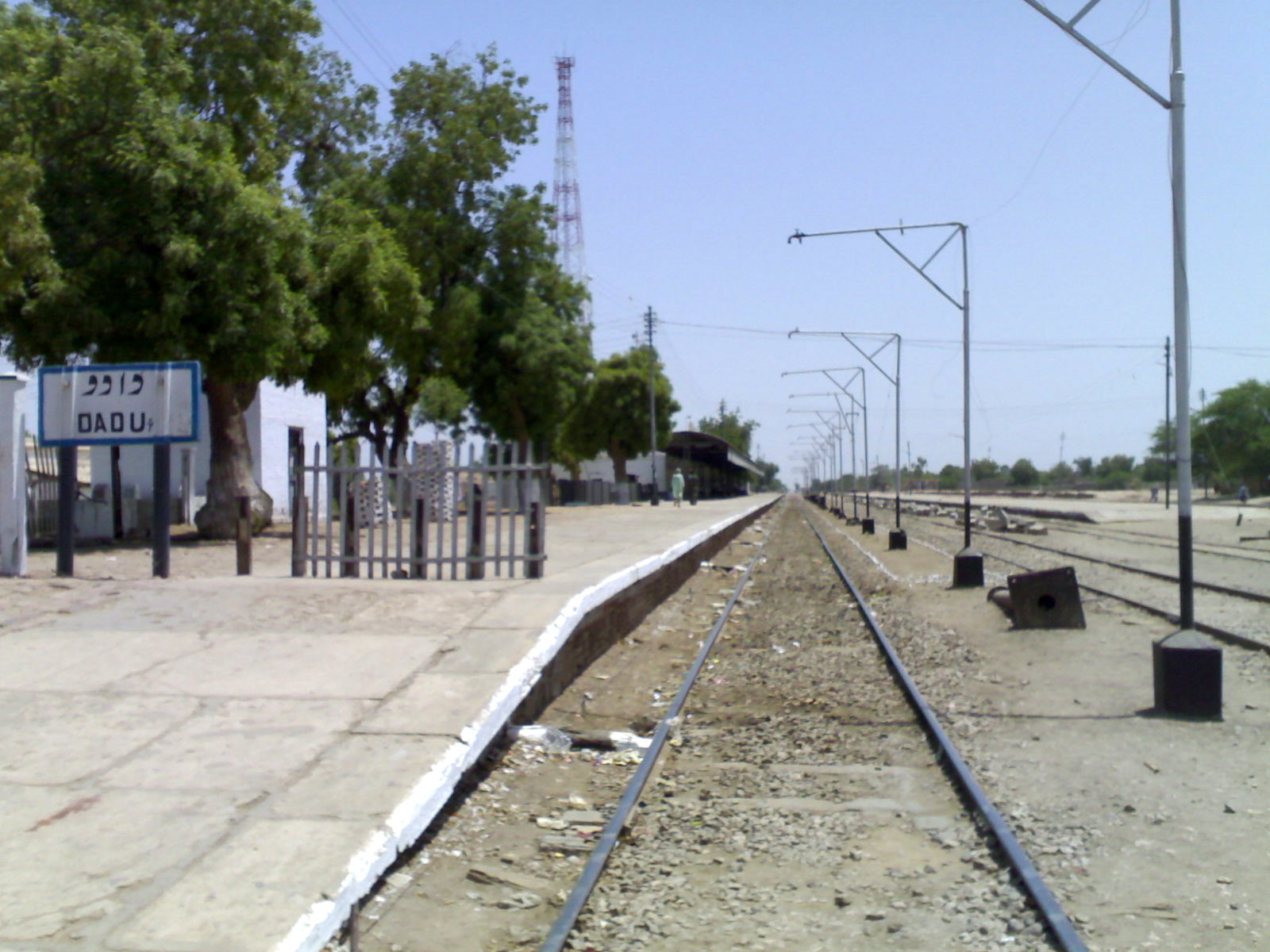
La gare de Dadu.

Le district est divisé en quatre tehsils ainsi que 66 Union Councils.
| Tehsil               | Population (rec. 2023) |
| -------------------- | ---------------------- |
| Dadu                 | 508 607                |
| Johi                 | 333 179                |
| Khairpur Nathan Shah | 379 975                |
| Mehar                | 520 559                |

Le district compte huit villes en 2023. La plus importante est de loin la capitale Dadu, qui rassemble près 11 % de la population du district. C'est aussi la onzième plus grande ville de la province du Sind.
| Ville                | Population (rec. 2023) |
| -------------------- | ---------------------- |
| Dadu                 | 188 317                |
| Mehar                | 67 082                 |
| Khairpur Nathan Shah | 50 786                 |
| Johi                 | 40 086                 |
| Sita                 | 32 760                 |
| Radhan               | 32 721                 |
| Thari Mohabat        | 14 582                 |
| Phulji               | 12 700                 |

## Économie et éducation

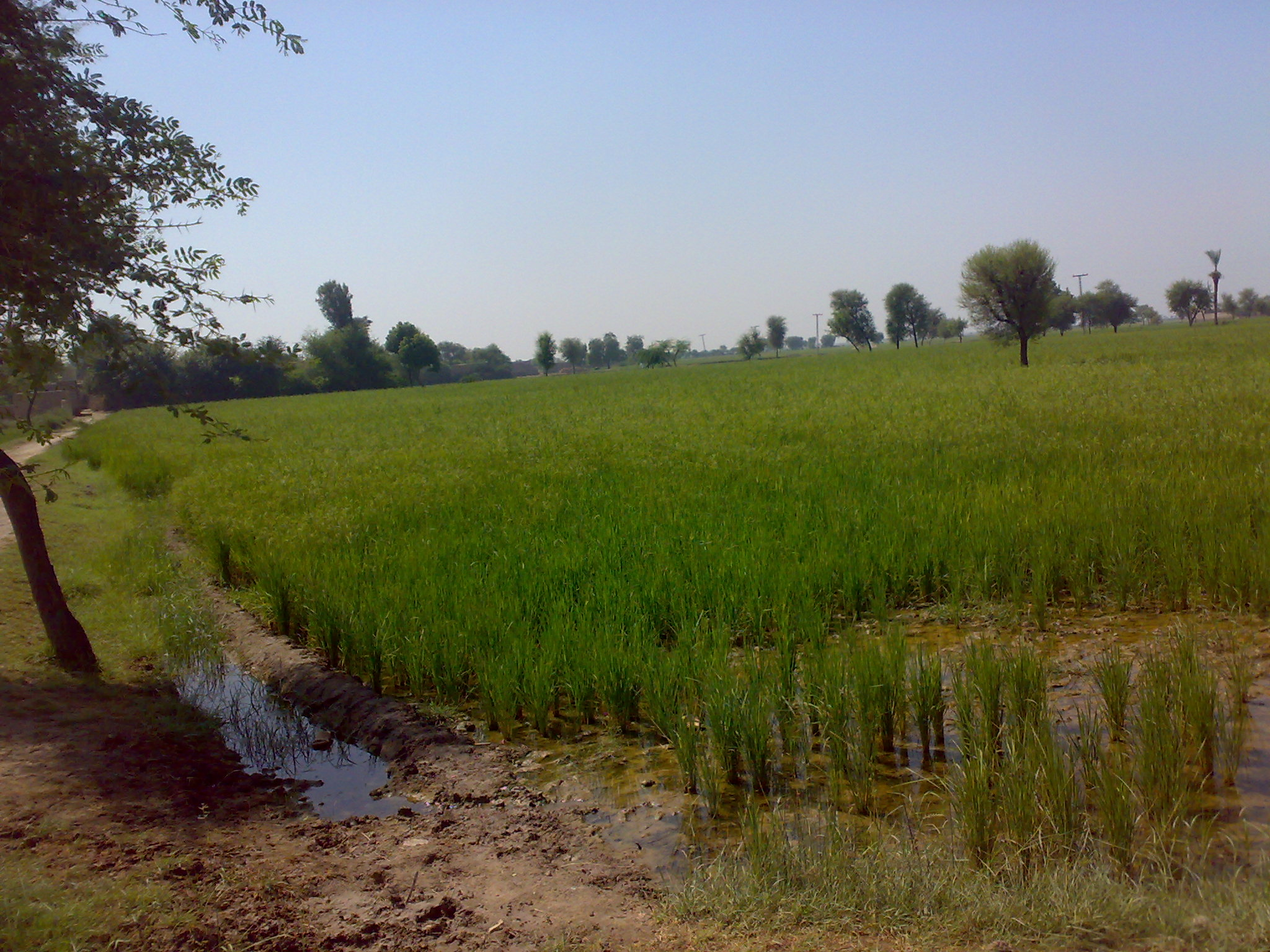
Terres cultivées dans le tehsil de Dadu.

Le district est surtout pauvre et rural, et la population vit principalement de l'agriculture. Il est relativement excentré mais tout de même traversé par la ligne de voies ferrées Kotri-Larkana, avec une gare à Dadu notamment.
En 1998, le taux d'alphabétisation était de 36 % environ, dont 48 % pour les hommes et 22 % pour les femmes. En 2023, le taux monte à 47 %, dont 55 % pour les hommes et 39 % pour les femmes, soit une baisse importante de l'inégalité de genre.
Selon un classement national de la qualité de l'éducation, le district se trouve bien en dessous de la médiane du pays, avec une note de 49 sur 100 et une égalité entre filles et garçons de 72 %. Il est classé 106e sur 141 districts au niveau des résultats scolaires et 82e sur 155 au niveau de la qualité des infrastructures des établissements du primaire.

## Politique
Entre 2002 et 2018, le district est représenté par les sept circonscriptions no 71 à 77 à l'Assemblée provinciale du Sind. Lors des élections législatives de 2008, elles sont toutes remportées par des candidats du Parti du peuple pakistanais, et durant les élections législatives de 2013, par cinq candidats du Parti du peuple pakistanais et un indépendant. À l'Assemblée nationale, il est représenté par les trois circonscriptions no 231 et 233. Lors des élections législatives de 2008, elles sont toutes remportées par des candidats du Parti du peuple pakistanais, et de même durant les élections législatives de 2013.
À la suite de la réforme électorale de 2018, le district est représenté par les deux circonscriptions no 234 et 235 à l'Assemblée nationale ainsi que les quatre circonscriptions no 83 à 86 de l'Assemblée provinciale. Lors des élections législatives de 2018, les sept circonscriptions sont toutes remportées par le PPP.
| Parti                                        | Voix (national) | %       | Élus nationaux | Élus provinciaux |
| -------------------------------------------- | --------------- | ------- | -------------- | ---------------- |
| Parti du peuple pakistanais                  | 177 106         | 50,45 % | 2              | 4                |
| Mouvement du Pakistan pour la justice        | 145 600         | 41,48 % | 0              | 0                |
| Autres partis                                | 4 250           | 1,21 %  | 0              | 0                |
| Indépendants                                 | 23 993          | 6,83 %  | 0              | 0                |
| Total exprimés (participation : 50,05 %)     | 351 039         | 100 %   | 2              | 4                |
| Source : Commission électorale du Pakistan,. |                 |         |                |                  |